# اولیور کیرش
اولیور کیرش (انگلیسی: Oliver Kirch؛ زادهٔ ۲۱ اوت ۱۹۸۲) یک بازیکن فوتبال اهل آلمان است.
از باشگاه‌هایی که در آن بازی کرده‌است می‌توان به بروسیا دورتموند، کایزرسلاوترن، آرمینیا بیله‌فلد، بروسیا مونشن‌گلادباخ و باشگاه فوتبال پادربورن اشاره کرد.